# Liège-Bastogne-Liège 2020
Le Liège-Bastogne-Liège 2020 est la 106e édition de cette course cycliste masculine sur route. 
Il a lieu le 4 octobre 2020 dans les provinces de Liège et de Luxembourg, en Belgique, et fait partie du calendrier UCI World Tour 2020 en catégorie 1.UWT.

## Présentation
Liège-Bastogne-Liège, la « doyenne des classiques », connaît en 2020 sa 106e édition. La course est organisée par le RC Pesant Club Liégeois et la société Amaury Sport Organisation. Initialement prévue pour le 26 avril 2020, la course a dû être reportée au 4 octobre 2020 en raison de la pandémie du covid-19. Exceptionnellement, elle n'est pas la troisième mais est la deuxième classique ardennaise de la saison car l'Amstel Gold Race qui devait se dérouler cette année le samedi suivant a été annulé. En outre, les coureurs prenant part au Tour d'Italie ne peuvent participer à la Doyenne, ces deux épreuves étant organisées simultanément.
Depuis 2019, l'arrivée de la course est revenue dans le centre de Liège et est jugée cette année sur le quai des Ardennes. Entre 1992 et 2018, l'arrivée avait été déplacée à Ans.

### Parcours
| Num | Nom                                 | km    | Longueur (m) | Pente moyenne | km de l'arrivée |
| --- | ----------------------------------- | ----- | ------------ | ------------- | --------------- |
| 1   | Côte de la Roche-en-Ardenne         | 75    | 2 900        | 5,6 %         | 181             |
| 2   | Côte de Saint-Roch                  | 121   | 1 000        | 11,2 %        | 135             |
| 3   | Côte de Mont-le-Soie                | 161   | 4 000        | 6,1 %         | 95              |
| 4   | Côte de Wanne                       | 169,5 | 2 800        | 7,4 %         | 86,5            |
| 5   | Côte de Stockeu (Stèle Eddy Merckx) | 176   | 1 000        | 12,5 %        | 80              |
| 6   | Côte de la Haute-Levée              | 181,5 | 3 600        | 5,6 %         | 74,5            |
| 7   | Col du Rosier                       | 194,5 | 4 400        | 5,9 %         | 61,5            |
| 8   | Col du Maquisard                    | 207   | 2 500        | 5 %           | 49              |
| 9   | Côte de La Redoute                  | 219   | 2 000        | 8,9 %         | 37              |
| 10  | Côte des Forges (Stèle Stan Ockers) | 231   | 1 530        | 6,9 %         | 25              |
| 11  | Côte de la Roche aux faucons        | 241   | 1 300        | 11 %          | 15              |

### Équipes
| WorldTeams (19)- AG2R La Mondiale - Astana - Bahrain McLaren - Bora-Hansgrohe - CCC Team - Cofidis - Deceuninck-Quick Step - EF Pro Cycling - Groupama-FDJ - Israel Start-Up Nation - Lotto Soudal - Mitchelton-Scott - Movistar Team - NTT Pro Cycling - Ineos Grenadiers - Jumbo-Visma - Team Sunweb - Trek-Segafredo - UAE Team Emirates ProTeams (6)- Alpecin-Fenix - Bingoal-Wallonie Bruxelles - Circus-Wanty Gobert - Sport Vlaanderen-Baloise - Arkéa-Samsic - Total Direct Énergie |
| |

## Déroulement de la course
La traditionnelle échappée du début de course (depuis le km 9) est forte de neuf hommes et compte une avance maximale de presque six minutes sur le peloton. Elle se compose de  Íñigo Elosegui (Movistar), Kobe Goossens (Lotto-Soudal), Michael Schär (CCC), Kenny Molly et Mathijs Paasschens (Bingoal WB), Omer Goldstein (Israel Start-Up Nation), Valentin Ferron et Paul Ourselin (Total Direct Energie) et Gino Mäder (NTT). Cette échappée perd régulièrement des unités au fil des côtes qui se succèdent jusqu'à ce que le Suisse Michael Schär, le dernier des échappés, soit repris dans la côte de la Redoute. La course est alors principalement contrôlée par l'équipe Deceuninck-Quick Step du récent champion du monde et favori de la course Julian Alaphilippe. Dans la côte des Forges, des attaques du Suisse Michael Albasini (Mitchelton-Scott) puis de Luis Leon Sanchez (Astana) et Rui Costa (UAE Team Emirates) sont rapidement annihilées par le peloton qui compte une quarantaine de coureurs. Comme l'année précédente, la côte de la Roche-aux-faucons, ultime montée placée à 15 km du but, va fortement orienter la suite de la course. Sur une attaque de Julian Alaphilippe, un groupe de cinq hommes finit par se dégager. Ce groupe se compose de la plupart des favoris que sont Alaphilippe, Marc Hirschi (Sunweb),  Primož Roglič (Jumbo-Visma), Tadej Pogačar (UAE Team Emirates) et Michal Kwiatkowski (INEOS Grenadiers). Sur une accélération de Hirschi, Kwiatkowski est lâché. Le groupe réduit à quatre hommes descend vers Liège avec une vingtaine de secondes d'avance sur le reste du peloton.
Sur le quai des Ardennes où se situe la ligne d'arrivée, les quatre fuyards voient revenir sur eux Matej Mohorič (Bahrain-McLaren), auteur d'une fabuleuse descente. Ce dernier dépasse le groupe de tête et lance son va-tout. Julian Alaphilippe prend sa roue suivi par les trois autres. Le champion du monde déborde Mohorič puis change de trajectoire vers sa gauche, gênant Marc Hirschi et Tadej Pogačar et file vers la ligne d'arrivée en levant les bras. Mais il n'a pas vu, à sa droite, Primož Roglič qui le dépasse in extremis. La photo-finish confirme la victoire de Roglič. Par ailleurs, le jury des commissaires décide assez rapidement de déclasser Julian Alaphilippe en raison de la vague qu’il a provoquée lors du sprint et le rétrograde à la cinquième place. Marc Hirschi devient de ce fait deuxième et Tadej Pogačar troisième.

## Classements

### Classements de la course
| \| Classement général \| Classement général \| Classement général \| Classement général \| Classement général \| \| Coureur \| Coureur \| Pays \| Équipe \| Temps \| \| ------------------ \| -------------------- \| ------------------ \| --------------------- \| ------------------ \| \| 1er \| Primož Roglič \| Slovénie \| Jumbo-Visma \| 6 h 32 min 02 s \| \| 2e \| Marc Hirschi \| Suisse \| Team Sunweb \| + 0 s \| \| 3e \| Tadej Pogačar \| Slovénie \| UAE Team Emirates \| + 0 s \| \| 4e \| Matej Mohorič \| Slovénie \| Bahrain McLaren \| + 0 s \| \| 5e \| Julian Alaphilippe \| France \| Deceuninck-Quick Step \| + 0 s \| \| 6e \| Mathieu van der Poel \| Pays-Bas \| Alpecin-Fenix \| + 14 s \| \| 7e \| Michael Woods \| Canada \| EF Pro Cycling \| + 14 s \| \| 8e \| Tiesj Benoot \| Belgique \| Team Sunweb \| + 14 s \| \| 9e \| Warren Barguil \| France \| Arkéa-Samsic \| + 14 s \| \| 10e \| Michał Kwiatkowski \| Pologne \| Ineos Grenadiers \| + 14 s \| |                      |          |                       |                 |
| |                      |          |                       |                 |
| Source : ProCyclingStats |                      |          |                       |                 |
| Classement général |                      |          |                       |                 |
| Coureur | Coureur              | Pays     | Équipe                | Temps           |
| 1er | Primož Roglič        | Slovénie | Jumbo-Visma           | 6 h 32 min 02 s |
| 2e | Marc Hirschi         | Suisse   | Team Sunweb           | + 0 s           |
| 3e | Tadej Pogačar        | Slovénie | UAE Team Emirates     | + 0 s           |
| 4e | Matej Mohorič        | Slovénie | Bahrain McLaren       | + 0 s           |
| 5e | Julian Alaphilippe   | France   | Deceuninck-Quick Step | + 0 s           |
| 6e | Mathieu van der Poel | Pays-Bas | Alpecin-Fenix         | + 14 s          |
| 7e | Michael Woods        | Canada   | EF Pro Cycling        | + 14 s          |
| 8e | Tiesj Benoot         | Belgique | Team Sunweb           | + 14 s          |
| 9e | Warren Barguil       | France   | Arkéa-Samsic          | + 14 s          |
| 10e | Michał Kwiatkowski   | Pologne  | Ineos Grenadiers      | + 14 s          |

### Classements UCI
La course attribue des points au Classement mondial UCI 2020 selon le barème suivant :
| Position           | 1er | 2e  | 3e  | 4e  | 5e  | 6e  | 7e  | 8e  | 9e  | 10e | 11e | 12e | 13e | 14e | 15e | 16e à 20e | 21e à 30e | 31e à 50e | 51e à 55e | 56e à 60e |
| Classement général | 500 | 400 | 325 | 275 | 225 | 175 | 150 | 125 | 100 | 85  | 70  | 60  | 50  | 40  | 35  | 30        | 20        | 10        | 5         | 3         |

## Liste des participants
| Légende | Légende                                                                    | Légende | Légende                                                    |
| ------- | -------------------------------------------------------------------------- | ------- | ---------------------------------------------------------- |
| Num     | Dossard de départ porté par le coureur sur ce Liège-Bastogne-Liège         | Pos     | Position à l'arrivée de la course                          |
|         | Indique un maillot de champion national ou mondial, suivi de sa spécialité | NP      | Indique un coureur qui n'a pas pris le départ de la course |
| AB      | Indique un coureur qui n'a pas terminé la course                           | HD      | Indique un coureur qui a terminé la course hors des délais |

| Deceuninck-Quick Step DQT | Deceuninck-Quick Step DQT        | Deceuninck-Quick Step DQT |
| ------------------------- | -------------------------------- | ------------------------- |
| Num                       | Coureur                          | Pos                       |
| 1                         | Julian Alaphilippe (FRA) (route) | 5e                        |
| 2                         | Andrea Bagioli (ITA)             | AB                        |
| 3                         | Rémi Cavagna (FRA)               | 110e                      |
| 4                         | Tim Declercq (BEL)               | AB                        |
| 5                         | Dries Devenyns (BEL)             | 74e                       |
| 6                         | Bob Jungels (LUX)                | 94e                       |
| 7                         | Mauri Vansevenant (BEL)          | 91e                       |

| Astana AST | Astana AST                      | Astana AST |
| ---------- | ------------------------------- | ---------- |
| Num        | Coureur                         | Pos        |
| 11         | Omar Fraile (ESP)               | 19e        |
| 12         | Laurens De Vreese (BEL)         | AB         |
| 13         | Hugo Houle (CAN)                | 47e        |
| 14         | Gorka Izagirre (ESP)            | 17e        |
| 15         | Merhawi Kudus (ERI)             | 59e        |
| 16         | Davide Martinelli (ITA)         | AB         |
| 17         | Luis León Sánchez (ESP) (route) | 41e        |

| Bora-Hansgrohe BOH | Bora-Hansgrohe BOH          | Bora-Hansgrohe BOH |
| ------------------ | --------------------------- | ------------------ |
| Num                | Coureur                     | Pos                |
| 21                 | Maximilian Schachmann (GER) | AB                 |
| 22                 | Oscar Gatto (ITA)           | AB                 |
| 23                 | Lennard Kämna (GER)         | 21e                |
| 24                 | Martin Laas (EST)           | AB                 |
| 25                 | Jay McCarthy (AUS)          | AB                 |
| 26                 | Juraj Sagan (SVK) (route)   | AB                 |
| 27                 | Ide Schelling (NED)         | 52e                |

| Mitchelton-Scott MTS | Mitchelton-Scott MTS          | Mitchelton-Scott MTS |
| -------------------- | ----------------------------- | -------------------- |
| Num                  | Coureur                       | Pos                  |
| 31                   | Adam Yates (GBR)              | AB                   |
| 32                   | Michael Albasini (SUI)        | 76e                  |
| 33                   | Tsgabu Grmay (ETH)            | 120e                 |
| 34                   | Daryl Impey (RSA)             | 77e                  |
| 35                   | Christopher Juul Jensen (DEN) | 78e                  |
| 36                   | Barnabás Peák (HUN)           | 98e                  |
| 37                   | Nick Schultz (AUS)            | 22e                  |

| EF Pro Cycling EF1 | EF Pro Cycling EF1       | EF Pro Cycling EF1 |
| ------------------ | ------------------------ | ------------------ |
| Num                | Coureur                  | Pos                |
| 41                 | Michael Woods (CAN)      | 7e                 |
| 42                 | Alberto Bettiol (ITA)    | AB                 |
| 43                 | Alex Howes (USA) (route) | AB                 |
| 44                 | Jens Keukeleire (BEL)    | AB                 |
| 45                 | Daniel Martínez (COL)    | 20e                |
| 46                 | Neilson Powless (USA)    | 92e                |
| 47                 | Rigoberto Urán (COL)     | 15e                |

| Groupama-FDJ GFC | Groupama-FDJ GFC         | Groupama-FDJ GFC |
| ---------------- | ------------------------ | ---------------- |
| Num              | Coureur                  | Pos              |
| 51               | Valentin Madouas (FRA)   | 25e              |
| 52               | Bruno Armirail (FRA)     | 58e              |
| 53               | William Bonnet (FRA)     | AB               |
| 54               | Matthieu Ladagnous (FRA) | 99e              |
| 55               | Rudy Molard (FRA)        | 13e              |
| 56               | Anthony Roux (FRA)       | 62e              |
| 57               | Romain Seigle (FRA)      | 104e             |

| Movistar Team MOV | Movistar Team MOV      | Movistar Team MOV |
| ----------------- | ---------------------- | ----------------- |
| Num               | Coureur                | Pos               |
| 61                | Carlos Verona (ESP)    | 29e               |
| 62                | Juan Diego Alba (COL)  | 96e               |
| 63                | Jorge Arcas (ESP)      | 95e               |
| 64                | Iñigo Elosegui (ESP)   | 97e               |
| 65                | Imanol Erviti (ESP)    | 72e               |
| 66                | Matteo Jorgenson (USA) | 45e               |
| 67                | Eduard Prades (ESP)    | 44e               |

| Arkéa-Samsic ARK | Arkéa-Samsic ARK        | Arkéa-Samsic ARK |
| ---------------- | ----------------------- | ---------------- |
| Num              | Coureur                 | Pos              |
| 71               | Warren Barguil (FRA)    | 9e               |
| 72               | Winner Anacona (COL)    | 81e              |
| 73               | Franck Bonnamour (FRA)  | 85e              |
| 74               | Benjamin Declercq (BEL) | AB               |
| 75               | Łukasz Owsian (POL)     | 75e              |
| 76               | Laurent Pichon (FRA)    | AB               |
| 77               | Connor Swift (GBR)      | 79e              |

| Bahrain McLaren TBM | Bahrain McLaren TBM     | Bahrain McLaren TBM |
| ------------------- | ----------------------- | ------------------- |
| Num                 | Coureur                 | Pos                 |
| 81                  | Mikel Landa (ESP)       | AB                  |
| 82                  | Santiago Buitrago (COL) | AB                  |
| 83                  | Damiano Caruso (ITA)    | AB                  |
| 84                  | Kevin Inkelaar (NED)    | 90e                 |
| 85                  | Matej Mohorič (SLO)     | 4e                  |
| 86                  | Wout Poels (NED)        | 87e                 |
| 87                  | Dylan Teuns (BEL)       | 27e                 |

| Lotto-Soudal LTS | Lotto-Soudal LTS         | Lotto-Soudal LTS |
| ---------------- | ------------------------ | ---------------- |
| Num              | Coureur                  | Pos              |
| 91               | Tim Wellens (BEL)        | 33e              |
| 92               | Stan Dewulf (BEL)        | 88e              |
| 93               | Frederik Frison (BEL)    | 115e             |
| 94               | Kobe Goossens (BEL)      | AB               |
| 95               | Rémy Mertz (BEL)         | 93e              |
| 96               | Tosh Van der Sande (BEL) | 105e             |
| 97               | Brent Van Moer (BEL)     | 124e             |

| Jumbo-Visma TJV | Jumbo-Visma TJV             | Jumbo-Visma TJV |
| --------------- | --------------------------- | --------------- |
| Num             | Coureur                     | Pos             |
| 101             | Primož Roglič (SLO) (route) | 1er             |
| 102             | Laurens De Plus (BEL)       | AB              |
| 103             | Tom Dumoulin (NED)          | 12e             |
| 104             | Lennard Hofstede (NED)      | 50e             |
| 105             | Tom Leezer (NED)            | AB              |
| 106             | Paul Martens (GER)          | AB              |
| 107             | Jonas Vingegaard (DEN)      | 84e             |

| UAE Team Emirates UAD | UAE Team Emirates UAD      | UAE Team Emirates UAD |
| --------------------- | -------------------------- | --------------------- |
| Num                   | Coureur                    | Pos                   |
| 111                   | Tadej Pogačar (SLO)        | 3e                    |
| 112                   | Andrés Camilo Ardila (COL) | AB                    |
| 113                   | Rui Costa (POR) (route)    | 40e                   |
| 114                   | Sergio Henao (COL)         | 42e                   |
| 115                   | Cristian Muñoz (COL)       | 103e                  |
| 116                   | Jan Polanc (SLO)           | AB                    |
| 117                   | Edward Ravasi (ITA)        | 69e                   |

| Circus-Wanty Gobert CWG | Circus-Wanty Gobert CWG  | Circus-Wanty Gobert CWG |
| ----------------------- | ------------------------ | ----------------------- |
| Num                     | Coureur                  | Pos                     |
| 121                     | Jan Bakelants (BEL)      | 46e                     |
| 122                     | Thomas Degand (BEL)      | AB                      |
| 123                     | Fabien Doubey (FRA)      | AB                      |
| 124                     | Maurits Lammertink (NED) | 65e                     |
| 125                     | Simone Petilli (ITA)     | 61e                     |
| 126                     | Kévin Van Melsen (BEL)   | AB                      |
| 127                     | Loïc Vliegen (BEL)       | 24e                     |

| AG2R La Mondiale ALM | AG2R La Mondiale ALM      | AG2R La Mondiale ALM |
| -------------------- | ------------------------- | -------------------- |
| Num                  | Coureur                   | Pos                  |
| 131                  | Benoît Cosnefroy (FRA)    | 18e                  |
| 132                  | Clément Champoussin (FRA) | 113e                 |
| 133                  | Mikaël Cherel (FRA)       | 108e                 |
| 134                  | Mathias Frank (SUI)       | AB                   |
| 135                  | Dorian Godon (FRA)        | 56e                  |
| 136                  | Quentin Jauregui (FRA)    | 48e                  |
| 137                  | Alexis Vuillermoz (FRA)   | AB                   |

| Cofidis COF | Cofidis COF               | Cofidis COF |
| ----------- | ------------------------- | ----------- |
| Num         | Coureur                   | Pos         |
| 141         | Guillaume Martin (FRA)    | 14e         |
| 142         | Fernando Barceló (ESP)    | 109e        |
| 143         | Jesús Herrada (ESP)       | 26e         |
| 144         | José Herrada (ESP)        | 86e         |
| 145         | Victor Lafay (FRA)        | 112e        |
| 146         | Luis Ángel Maté (ESP)     | AB          |
| 147         | Pierre-Luc Périchon (FRA) | 125e        |

| Trek-Segafredo TFS | Trek-Segafredo TFS     | Trek-Segafredo TFS |
| ------------------ | ---------------------- | ------------------ |
| Num                | Coureur                | Pos                |
| 151                | Richie Porte (AUS)     | 16e                |
| 152                | Alexander Kamp (DEN)   | 63e                |
| 153                | Alex Kirsch (LUX)      | AB                 |
| 154                | Juan Pedro López (ESP) | 114e               |
| 155                | Mads Pedersen (DEN)    | AB                 |
| 156                | Michel Ries (LUX)      | 119e               |
| 157                | Toms Skujiņš (LAT)     | 35e                |

| Team Sunweb SUN | Team Sunweb SUN       | Team Sunweb SUN |
| --------------- | --------------------- | --------------- |
| Num             | Coureur               | Pos             |
| 161             | Marc Hirschi (SUI)    | 2e              |
| 162             | Thymen Arensman (NED) | AB              |
| 163             | Tiesj Benoot (BEL)    | 8e              |
| 164             | Mark Donovan (GBR)    | 80e             |
| 165             | Robert Power (AUS)    | 43e             |
| 166             | Michael Storer (AUS)  | 83e             |
| 167             | Ilan Van Wilder (BEL) | 51e             |

| Ineos Grenadiers IGD | Ineos Grenadiers IGD     | Ineos Grenadiers IGD |
| -------------------- | ------------------------ | -------------------- |
| Num                  | Coureur                  | Pos                  |
| 171                  | Michał Kwiatkowski (POL) | 10e                  |
| 172                  | Christopher Froome (GBR) | AB                   |
| 173                  | Michał Gołaś (POL)       | 106e                 |
| 174                  | Ethan Hayter (GBR)       | 70e                  |
| 175                  | Sebastián Henao (COL)    | 71e                  |
| 176                  | Iván Sosa (COL)          | 82e                  |
| 177                  | Cameron Wurf (AUS)       | AB                   |

| Alpecin-Fenix AFC | Alpecin-Fenix AFC                  | Alpecin-Fenix AFC |
| ----------------- | ---------------------------------- | ----------------- |
| Num               | Coureur                            | Pos               |
| 181               | Mathieu van der Poel (NED) (route) | 6e                |
| 182               | Kristian Sbaragli (ITA)            | 34e               |
| 183               | Scott Thwaites (GBR)               | 118e              |
| 184               | Ben Tulett (GBR)                   | 53e               |
| 185               | Petr Vakoč (CZE)                   | 39e               |
| 186               | Otto Vergaerde (BEL)               | AB                |
| 187               | Louis Vervaeke (BEL)               | 36e               |

| CCC Team CCC | CCC Team CCC               | CCC Team CCC |
| ------------ | -------------------------- | ------------ |
| Num          | Coureur                    | Pos          |
| 191          | Greg Van Avermaet (BEL)    | AB           |
| 192          | William Barta (USA)        | 64e          |
| 193          | Alessandro De Marchi (ITA) | 31e          |
| 194          | Simon Geschke (GER)        | 30e          |
| 195          | Jan Hirt (CZE)             | 49e          |
| 196          | Michael Schär (SUI)        | 116e         |
| 197          | Georg Zimmermann (GER)     | 68e          |

| Bingoal-Wallonie Bruxelles WVA | Bingoal-Wallonie Bruxelles WVA | Bingoal-Wallonie Bruxelles WVA |
| ------------------------------ | ------------------------------ | ------------------------------ |
| Num                            | Coureur                        | Pos                            |
| 201                            | Jelle Vanendert (BEL)          | 23e                            |
| 202                            | Laurens Huys (BEL)             | 66e                            |
| 203                            | Eliot Lietaer (BEL)            | 60e                            |
| 204                            | Arjen Livyns (BEL)             | 73e                            |
| 205                            | Kenny Molly (BEL)              | 101e                           |
| 206                            | Mathijs Paasschens (NED)       | AB                             |
| 207                            | Dimitri Peyskens (BEL)         | AB                             |

| Israel Start-Up Nation ISN | Israel Start-Up Nation ISN | Israel Start-Up Nation ISN |
| -------------------------- | -------------------------- | -------------------------- |
| Num                        | Coureur                    | Pos                        |
| 211                        | Dan Martin (IRL)           | 11e                        |
| 212                        | Omer Goldstein (ISR)       | AB                         |
| 213                        | Reto Hollenstein (SUI)     | 100e                       |
| 214                        | Krists Neilands (LAT)      | 37e                        |
| 215                        | James Piccoli (CAN)        | 57e                        |
| 216                        | Patrick Schelling (SUI)    | 122e                       |
| 217                        | Rory Sutherland (AUS)      | AB                         |

| Total Direct Énergie TDE | Total Direct Énergie TDE | Total Direct Énergie TDE |
| ------------------------ | ------------------------ | ------------------------ |
| Num                      | Coureur                  | Pos                      |
| 221                      | Mathieu Burgaudeau (FRA) | 55e                      |
| 222                      | Valentin Ferron (FRA)    | 121e                     |
| 223                      | Marlon Gaillard (FRA)    | 102e                     |
| 224                      | Fabien Grellier (FRA)    | 89e                      |
| 225                      | Jonathan Hivert (FRA)    | 32e                      |
| 226                      | Paul Ourselin (FRA)      | 117e                     |
| 227                      | Julien Simon (FRA)       | 28e                      |

| NTT Pro Cycling NTT | NTT Pro Cycling NTT       | NTT Pro Cycling NTT |
| ------------------- | ------------------------- | ------------------- |
| Num                 | Coureur                   | Pos                 |
| 231                 | Benjamin King (USA)       | AB                  |
| 232                 | Carlos Barbero (ESP)      | 107e                |
| 233                 | Samuele Battistella (ITA) | 67e                 |
| 234                 | Enrico Gasparotto (SUI)   | 38e                 |
| 235                 | Michael Valgren (DEN)     | AB                  |
| 236                 | Roman Kreuziger (CZE)     | AB                  |
| 237                 | Gino Mäder (SUI)          | AB                  |

| Sport Vlaanderen-Baloise SVB | Sport Vlaanderen-Baloise SVB | Sport Vlaanderen-Baloise SVB |
| ---------------------------- | ---------------------------- | ---------------------------- |
| Num                          | Coureur                      | Pos                          |
| 241                          | Thomas Sprengers (BEL)       | 111e                         |
| 242                          | Lindsay De Vylder (BEL)      | AB                           |
| 243                          | Kevin Deltombe (BEL)         | AB                           |
| 244                          | Robbe Ghys (BEL)             | AB                           |
| 245                          | Julian Mertens (BEL)         | AB                           |
| 246                          | Emiel Planckaert (BEL)       | 123e                         |
| 247                          | Aaron Van Poucke (BEL)       | 54e                          |

| Deceuninck-Quick Step DQT | Deceuninck-Quick Step DQT        | Deceuninck-Quick Step DQT |
| ------------------------- | -------------------------------- | ------------------------- |
| Num                       | Coureur                          | Pos                       |
| 1                         | Julian Alaphilippe (FRA) (route) | 5e                        |
| 2                         | Andrea Bagioli (ITA)             | AB                        |
| 3                         | Rémi Cavagna (FRA)               | 110e                      |
| 4                         | Tim Declercq (BEL)               | AB                        |
| 5                         | Dries Devenyns (BEL)             | 74e                       |
| 6                         | Bob Jungels (LUX)                | 94e                       |
| 7                         | Mauri Vansevenant (BEL)          | 91e                       |

| Astana AST | Astana AST                      | Astana AST |
| ---------- | ------------------------------- | ---------- |
| Num        | Coureur                         | Pos        |
| 11         | Omar Fraile (ESP)               | 19e        |
| 12         | Laurens De Vreese (BEL)         | AB         |
| 13         | Hugo Houle (CAN)                | 47e        |
| 14         | Gorka Izagirre (ESP)            | 17e        |
| 15         | Merhawi Kudus (ERI)             | 59e        |
| 16         | Davide Martinelli (ITA)         | AB         |
| 17         | Luis León Sánchez (ESP) (route) | 41e        |

| Bora-Hansgrohe BOH | Bora-Hansgrohe BOH          | Bora-Hansgrohe BOH |
| ------------------ | --------------------------- | ------------------ |
| Num                | Coureur                     | Pos                |
| 21                 | Maximilian Schachmann (GER) | AB                 |
| 22                 | Oscar Gatto (ITA)           | AB                 |
| 23                 | Lennard Kämna (GER)         | 21e                |
| 24                 | Martin Laas (EST)           | AB                 |
| 25                 | Jay McCarthy (AUS)          | AB                 |
| 26                 | Juraj Sagan (SVK) (route)   | AB                 |
| 27                 | Ide Schelling (NED)         | 52e                |

| Mitchelton-Scott MTS | Mitchelton-Scott MTS          | Mitchelton-Scott MTS |
| -------------------- | ----------------------------- | -------------------- |
| Num                  | Coureur                       | Pos                  |
| 31                   | Adam Yates (GBR)              | AB                   |
| 32                   | Michael Albasini (SUI)        | 76e                  |
| 33                   | Tsgabu Grmay (ETH)            | 120e                 |
| 34                   | Daryl Impey (RSA)             | 77e                  |
| 35                   | Christopher Juul Jensen (DEN) | 78e                  |
| 36                   | Barnabás Peák (HUN)           | 98e                  |
| 37                   | Nick Schultz (AUS)            | 22e                  |

| EF Pro Cycling EF1 | EF Pro Cycling EF1       | EF Pro Cycling EF1 |
| ------------------ | ------------------------ | ------------------ |
| Num                | Coureur                  | Pos                |
| 41                 | Michael Woods (CAN)      | 7e                 |
| 42                 | Alberto Bettiol (ITA)    | AB                 |
| 43                 | Alex Howes (USA) (route) | AB                 |
| 44                 | Jens Keukeleire (BEL)    | AB                 |
| 45                 | Daniel Martínez (COL)    | 20e                |
| 46                 | Neilson Powless (USA)    | 92e                |
| 47                 | Rigoberto Urán (COL)     | 15e                |

| Groupama-FDJ GFC | Groupama-FDJ GFC         | Groupama-FDJ GFC |
| ---------------- | ------------------------ | ---------------- |
| Num              | Coureur                  | Pos              |
| 51               | Valentin Madouas (FRA)   | 25e              |
| 52               | Bruno Armirail (FRA)     | 58e              |
| 53               | William Bonnet (FRA)     | AB               |
| 54               | Matthieu Ladagnous (FRA) | 99e              |
| 55               | Rudy Molard (FRA)        | 13e              |
| 56               | Anthony Roux (FRA)       | 62e              |
| 57               | Romain Seigle (FRA)      | 104e             |

| Movistar Team MOV | Movistar Team MOV      | Movistar Team MOV |
| ----------------- | ---------------------- | ----------------- |
| Num               | Coureur                | Pos               |
| 61                | Carlos Verona (ESP)    | 29e               |
| 62                | Juan Diego Alba (COL)  | 96e               |
| 63                | Jorge Arcas (ESP)      | 95e               |
| 64                | Iñigo Elosegui (ESP)   | 97e               |
| 65                | Imanol Erviti (ESP)    | 72e               |
| 66                | Matteo Jorgenson (USA) | 45e               |
| 67                | Eduard Prades (ESP)    | 44e               |

| Arkéa-Samsic ARK | Arkéa-Samsic ARK        | Arkéa-Samsic ARK |
| ---------------- | ----------------------- | ---------------- |
| Num              | Coureur                 | Pos              |
| 71               | Warren Barguil (FRA)    | 9e               |
| 72               | Winner Anacona (COL)    | 81e              |
| 73               | Franck Bonnamour (FRA)  | 85e              |
| 74               | Benjamin Declercq (BEL) | AB               |
| 75               | Łukasz Owsian (POL)     | 75e              |
| 76               | Laurent Pichon (FRA)    | AB               |
| 77               | Connor Swift (GBR)      | 79e              |

| Bahrain McLaren TBM | Bahrain McLaren TBM     | Bahrain McLaren TBM |
| ------------------- | ----------------------- | ------------------- |
| Num                 | Coureur                 | Pos                 |
| 81                  | Mikel Landa (ESP)       | AB                  |
| 82                  | Santiago Buitrago (COL) | AB                  |
| 83                  | Damiano Caruso (ITA)    | AB                  |
| 84                  | Kevin Inkelaar (NED)    | 90e                 |
| 85                  | Matej Mohorič (SLO)     | 4e                  |
| 86                  | Wout Poels (NED)        | 87e                 |
| 87                  | Dylan Teuns (BEL)       | 27e                 |

| Lotto-Soudal LTS | Lotto-Soudal LTS         | Lotto-Soudal LTS |
| ---------------- | ------------------------ | ---------------- |
| Num              | Coureur                  | Pos              |
| 91               | Tim Wellens (BEL)        | 33e              |
| 92               | Stan Dewulf (BEL)        | 88e              |
| 93               | Frederik Frison (BEL)    | 115e             |
| 94               | Kobe Goossens (BEL)      | AB               |
| 95               | Rémy Mertz (BEL)         | 93e              |
| 96               | Tosh Van der Sande (BEL) | 105e             |
| 97               | Brent Van Moer (BEL)     | 124e             |

| Jumbo-Visma TJV | Jumbo-Visma TJV             | Jumbo-Visma TJV |
| --------------- | --------------------------- | --------------- |
| Num             | Coureur                     | Pos             |
| 101             | Primož Roglič (SLO) (route) | 1er             |
| 102             | Laurens De Plus (BEL)       | AB              |
| 103             | Tom Dumoulin (NED)          | 12e             |
| 104             | Lennard Hofstede (NED)      | 50e             |
| 105             | Tom Leezer (NED)            | AB              |
| 106             | Paul Martens (GER)          | AB              |
| 107             | Jonas Vingegaard (DEN)      | 84e             |

| UAE Team Emirates UAD | UAE Team Emirates UAD      | UAE Team Emirates UAD |
| --------------------- | -------------------------- | --------------------- |
| Num                   | Coureur                    | Pos                   |
| 111                   | Tadej Pogačar (SLO)        | 3e                    |
| 112                   | Andrés Camilo Ardila (COL) | AB                    |
| 113                   | Rui Costa (POR) (route)    | 40e                   |
| 114                   | Sergio Henao (COL)         | 42e                   |
| 115                   | Cristian Muñoz (COL)       | 103e                  |
| 116                   | Jan Polanc (SLO)           | AB                    |
| 117                   | Edward Ravasi (ITA)        | 69e                   |

| Circus-Wanty Gobert CWG | Circus-Wanty Gobert CWG  | Circus-Wanty Gobert CWG |
| ----------------------- | ------------------------ | ----------------------- |
| Num                     | Coureur                  | Pos                     |
| 121                     | Jan Bakelants (BEL)      | 46e                     |
| 122                     | Thomas Degand (BEL)      | AB                      |
| 123                     | Fabien Doubey (FRA)      | AB                      |
| 124                     | Maurits Lammertink (NED) | 65e                     |
| 125                     | Simone Petilli (ITA)     | 61e                     |
| 126                     | Kévin Van Melsen (BEL)   | AB                      |
| 127                     | Loïc Vliegen (BEL)       | 24e                     |

| AG2R La Mondiale ALM | AG2R La Mondiale ALM      | AG2R La Mondiale ALM |
| -------------------- | ------------------------- | -------------------- |
| Num                  | Coureur                   | Pos                  |
| 131                  | Benoît Cosnefroy (FRA)    | 18e                  |
| 132                  | Clément Champoussin (FRA) | 113e                 |
| 133                  | Mikaël Cherel (FRA)       | 108e                 |
| 134                  | Mathias Frank (SUI)       | AB                   |
| 135                  | Dorian Godon (FRA)        | 56e                  |
| 136                  | Quentin Jauregui (FRA)    | 48e                  |
| 137                  | Alexis Vuillermoz (FRA)   | AB                   |

| Cofidis COF | Cofidis COF               | Cofidis COF |
| ----------- | ------------------------- | ----------- |
| Num         | Coureur                   | Pos         |
| 141         | Guillaume Martin (FRA)    | 14e         |
| 142         | Fernando Barceló (ESP)    | 109e        |
| 143         | Jesús Herrada (ESP)       | 26e         |
| 144         | José Herrada (ESP)        | 86e         |
| 145         | Victor Lafay (FRA)        | 112e        |
| 146         | Luis Ángel Maté (ESP)     | AB          |
| 147         | Pierre-Luc Périchon (FRA) | 125e        |

| Trek-Segafredo TFS | Trek-Segafredo TFS     | Trek-Segafredo TFS |
| ------------------ | ---------------------- | ------------------ |
| Num                | Coureur                | Pos                |
| 151                | Richie Porte (AUS)     | 16e                |
| 152                | Alexander Kamp (DEN)   | 63e                |
| 153                | Alex Kirsch (LUX)      | AB                 |
| 154                | Juan Pedro López (ESP) | 114e               |
| 155                | Mads Pedersen (DEN)    | AB                 |
| 156                | Michel Ries (LUX)      | 119e               |
| 157                | Toms Skujiņš (LAT)     | 35e                |

| Team Sunweb SUN | Team Sunweb SUN       | Team Sunweb SUN |
| --------------- | --------------------- | --------------- |
| Num             | Coureur               | Pos             |
| 161             | Marc Hirschi (SUI)    | 2e              |
| 162             | Thymen Arensman (NED) | AB              |
| 163             | Tiesj Benoot (BEL)    | 8e              |
| 164             | Mark Donovan (GBR)    | 80e             |
| 165             | Robert Power (AUS)    | 43e             |
| 166             | Michael Storer (AUS)  | 83e             |
| 167             | Ilan Van Wilder (BEL) | 51e             |

| Ineos Grenadiers IGD | Ineos Grenadiers IGD     | Ineos Grenadiers IGD |
| -------------------- | ------------------------ | -------------------- |
| Num                  | Coureur                  | Pos                  |
| 171                  | Michał Kwiatkowski (POL) | 10e                  |
| 172                  | Christopher Froome (GBR) | AB                   |
| 173                  | Michał Gołaś (POL)       | 106e                 |
| 174                  | Ethan Hayter (GBR)       | 70e                  |
| 175                  | Sebastián Henao (COL)    | 71e                  |
| 176                  | Iván Sosa (COL)          | 82e                  |
| 177                  | Cameron Wurf (AUS)       | AB                   |

| Alpecin-Fenix AFC | Alpecin-Fenix AFC                  | Alpecin-Fenix AFC |
| ----------------- | ---------------------------------- | ----------------- |
| Num               | Coureur                            | Pos               |
| 181               | Mathieu van der Poel (NED) (route) | 6e                |
| 182               | Kristian Sbaragli (ITA)            | 34e               |
| 183               | Scott Thwaites (GBR)               | 118e              |
| 184               | Ben Tulett (GBR)                   | 53e               |
| 185               | Petr Vakoč (CZE)                   | 39e               |
| 186               | Otto Vergaerde (BEL)               | AB                |
| 187               | Louis Vervaeke (BEL)               | 36e               |

| CCC Team CCC | CCC Team CCC               | CCC Team CCC |
| ------------ | -------------------------- | ------------ |
| Num          | Coureur                    | Pos          |
| 191          | Greg Van Avermaet (BEL)    | AB           |
| 192          | William Barta (USA)        | 64e          |
| 193          | Alessandro De Marchi (ITA) | 31e          |
| 194          | Simon Geschke (GER)        | 30e          |
| 195          | Jan Hirt (CZE)             | 49e          |
| 196          | Michael Schär (SUI)        | 116e         |
| 197          | Georg Zimmermann (GER)     | 68e          |

| Bingoal-Wallonie Bruxelles WVA | Bingoal-Wallonie Bruxelles WVA | Bingoal-Wallonie Bruxelles WVA |
| ------------------------------ | ------------------------------ | ------------------------------ |
| Num                            | Coureur                        | Pos                            |
| 201                            | Jelle Vanendert (BEL)          | 23e                            |
| 202                            | Laurens Huys (BEL)             | 66e                            |
| 203                            | Eliot Lietaer (BEL)            | 60e                            |
| 204                            | Arjen Livyns (BEL)             | 73e                            |
| 205                            | Kenny Molly (BEL)              | 101e                           |
| 206                            | Mathijs Paasschens (NED)       | AB                             |
| 207                            | Dimitri Peyskens (BEL)         | AB                             |

| Israel Start-Up Nation ISN | Israel Start-Up Nation ISN | Israel Start-Up Nation ISN |
| -------------------------- | -------------------------- | -------------------------- |
| Num                        | Coureur                    | Pos                        |
| 211                        | Dan Martin (IRL)           | 11e                        |
| 212                        | Omer Goldstein (ISR)       | AB                         |
| 213                        | Reto Hollenstein (SUI)     | 100e                       |
| 214                        | Krists Neilands (LAT)      | 37e                        |
| 215                        | James Piccoli (CAN)        | 57e                        |
| 216                        | Patrick Schelling (SUI)    | 122e                       |
| 217                        | Rory Sutherland (AUS)      | AB                         |

| Total Direct Énergie TDE | Total Direct Énergie TDE | Total Direct Énergie TDE |
| ------------------------ | ------------------------ | ------------------------ |
| Num                      | Coureur                  | Pos                      |
| 221                      | Mathieu Burgaudeau (FRA) | 55e                      |
| 222                      | Valentin Ferron (FRA)    | 121e                     |
| 223                      | Marlon Gaillard (FRA)    | 102e                     |
| 224                      | Fabien Grellier (FRA)    | 89e                      |
| 225                      | Jonathan Hivert (FRA)    | 32e                      |
| 226                      | Paul Ourselin (FRA)      | 117e                     |
| 227                      | Julien Simon (FRA)       | 28e                      |

| NTT Pro Cycling NTT | NTT Pro Cycling NTT       | NTT Pro Cycling NTT |
| ------------------- | ------------------------- | ------------------- |
| Num                 | Coureur                   | Pos                 |
| 231                 | Benjamin King (USA)       | AB                  |
| 232                 | Carlos Barbero (ESP)      | 107e                |
| 233                 | Samuele Battistella (ITA) | 67e                 |
| 234                 | Enrico Gasparotto (SUI)   | 38e                 |
| 235                 | Michael Valgren (DEN)     | AB                  |
| 236                 | Roman Kreuziger (CZE)     | AB                  |
| 237                 | Gino Mäder (SUI)          | AB                  |

| Sport Vlaanderen-Baloise SVB | Sport Vlaanderen-Baloise SVB | Sport Vlaanderen-Baloise SVB |
| ---------------------------- | ---------------------------- | ---------------------------- |
| Num                          | Coureur                      | Pos                          |
| 241                          | Thomas Sprengers (BEL)       | 111e                         |
| 242                          | Lindsay De Vylder (BEL)      | AB                           |
| 243                          | Kevin Deltombe (BEL)         | AB                           |
| 244                          | Robbe Ghys (BEL)             | AB                           |
| 245                          | Julian Mertens (BEL)         | AB                           |
| 246                          | Emiel Planckaert (BEL)       | 123e                         |
| 247                          | Aaron Van Poucke (BEL)       | 54e                          |